# Winterreise

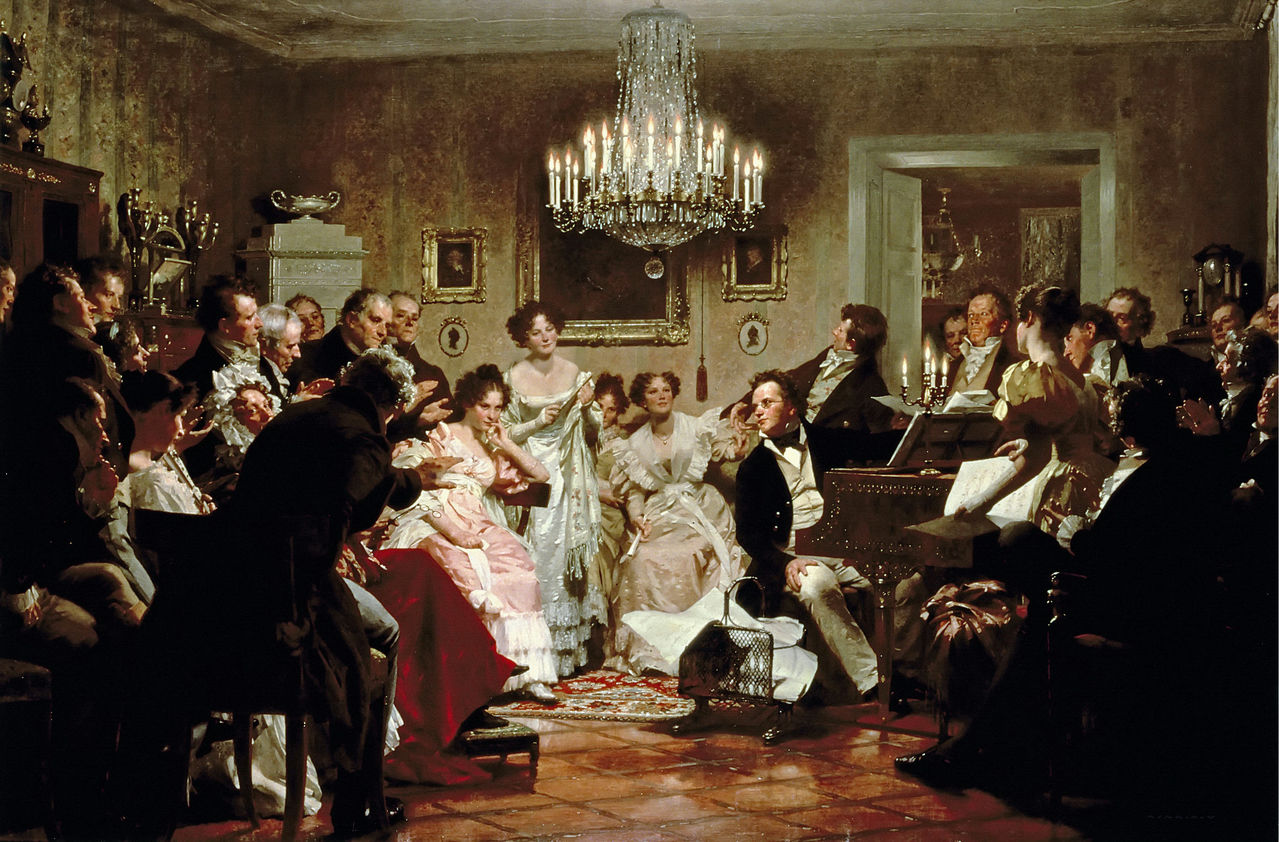
Le "Schubertiadi" erano serate durante le quali Schubert interpretava i Lieder.

Winterreise (Viaggio d'inverno), D.911, è un ciclo di ventiquattro Lieder (composizioni per pianoforte e canto) composti da Franz Schubert nel 1827 su testi di Wilhelm Müller. Insieme a Die Schöne Müllerin, è il più famoso ciclo di Lieder di Schubert e fra i più conosciuti in generale nella storia della musica.
Composto solo un anno prima della morte dell'autore, rappresenta la summa di questo genere, assai diffuso nella cultura musicale germanofona, nonché uno dei massimi esiti del Romanticismo per i temi esposti e per la figura archetipa del protagonista, il Wanderer ("viaggiatore"). Per la profondità tematica, la ricchezza inventiva e la complessità del pensiero musicale, alcuni studiosi e musicologi identificano Winterreise come uno dei vertici della storia della musica e in generale della cultura occidentale.

## Lieder

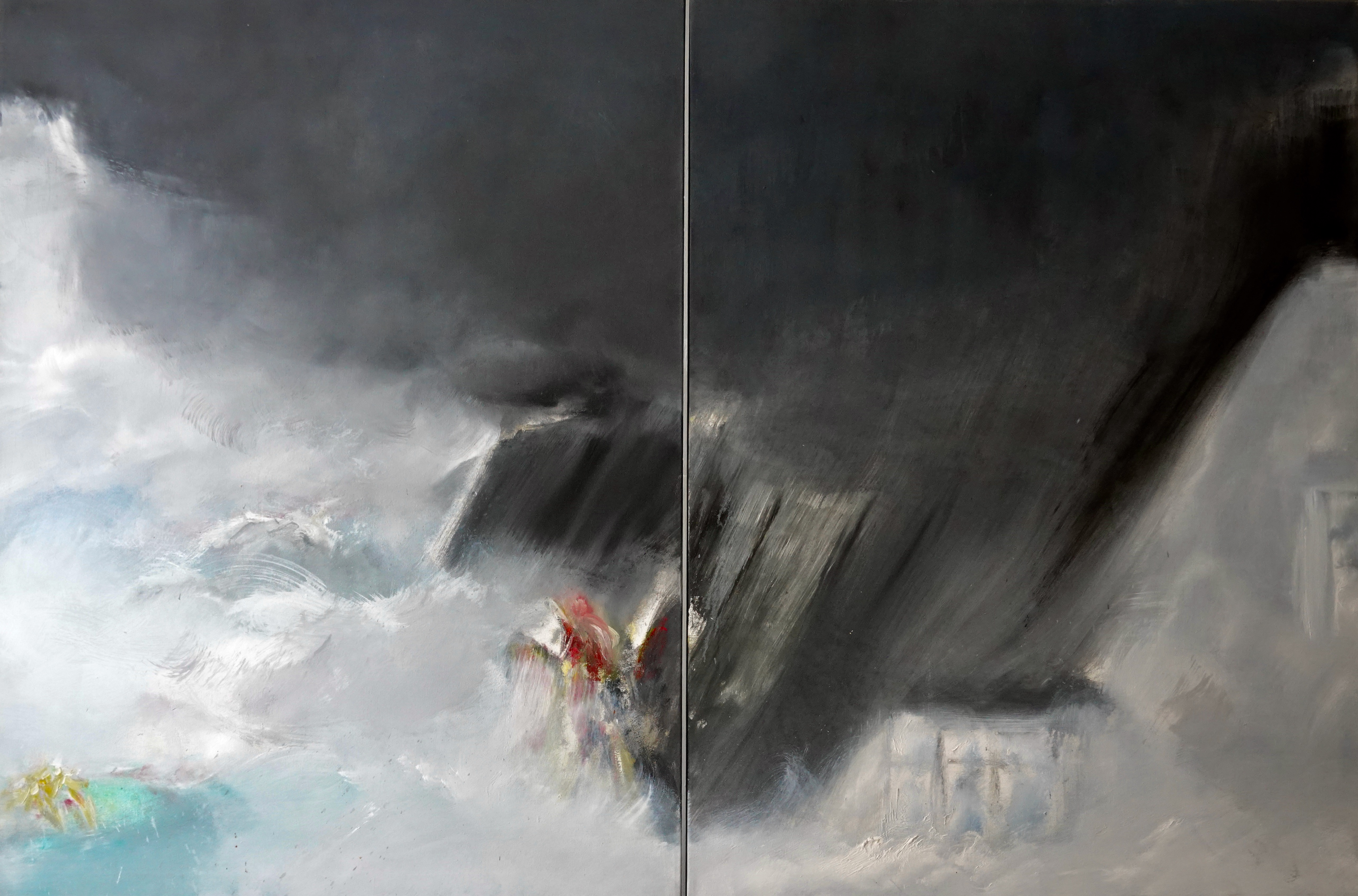
Ingo Kühl Frühlingstraum (Winterreise 11), olio su tela 120 x 180 cm (2 parti), 1996

1. Gute Nacht (« Fremd bin ich eingezogen »...) D.911-1
2. Die Wetterfahne (« Der Wind spielt mit der Wetterfahne ») D. 911-2
3. Gefrorene Tränen (« Gefrorne Tropfen fallen ») D. 911-3
4. Erstarrung (« Ich such im Schnee vergebens ») D. 911-4
5. Der Lindenbaum (« Am Brunnen vor dem Tore ») D. 911-5
6. Wasserflut (« Manche Trän aus meinen Augen ») D. 911-,6
7. Auf dem Flusse (« Der du so lustig rauschtest ») D. 911-7
8. Rückblick (« Es brennt mir unter beiden Sohlen ») D. 911-8
9. Irrlicht (« In die tiefsten Felsengründe ») D. 911-9
10. Rast (« Nun merk ich erst, wie müd ich bin ») D. 911-10
11. Frühlingstraum (« Ich träumte von bunten Blumen ») D. 911-11
12. Einsamkeit (« Wie eine trübe Wolke ») D. 911-12
13. Die Post (« Von der Straße her ein Posthorn klingt ») D. 911-13
14. Der greise Kopf (« Der Reif hatt einen weißen Schein ») D. 911-14
15. Die Krähe (« Eine Krähe war mit mir ») D. 911-15
16. Letzte Hoffnung (« Hie und da ist an den Bäumen ») D. 911-16
17. Im Dorfe (« Es bellen die Hunde, es rasseln die Ketten ») D. 911-17
18. Der stürmische Morgen (« Wie hat der Sturm zerrissen ») D. 911-,18
19. Täuschung (« Ein Licht tanzt freundlich vor mir her ») D. 911-19
20. Der Wegweiser (« Was vermeid ich denn die Wege ») D. 911-20
21. Das Wirtshaus (« Auf einen Totenacker ») D. 911-21
22. Mut (« Fliegt der Schnee mir ins Gesicht ») D. 911-22
23. Die Nebensonnen (« Drei Sonnen sah ich am Himmel stehn ») D. 911-23
24. Der Leiermann (« Drüben hinterm Dorfe ») D. 911-24

## Genesi e composizione
Winterreise fu composto in tempi diversi, in due parti da dodici Lieder ciascuna, rispettivamente nel febbraio e nell'ottobre 1827 e pubblicate separatamente il 14 gennaio e il 30 dicembre 1828; Schubert stava ancora correggendo le bozze di quest'ultima prima della morte il 19 novembre 1828.
L'autore dei testi è Wilhelm Müller, un poeta considerato un autore minore nella letteratura romantica tedesca, soldato e bibliotecario imperiale a Dessau in Prussia, morto nel 1827 all'età di 33 anni, che aveva scritto anche le liriche del precedente ciclo Die schöne Müllerin ("La bella mugnaia"). Schubert lesse le prime dodici poesie sull'almanacco Urania, pubblicato a Lipsia dall'editore Brockhaus nel 1823, raccolte sotto il titolo Wanderlieder von Wilhelm Müller. Die Winterreise. Solo dopo avere musicato questa prima parte Schubert scoprì che il ciclo completo era composto da altre dodici poesie. La seconda parte apparve in luoghi e tempi distinti: poiché il governo aveva vietato la diffusione di Urania nella capitale imperiale (a causa di un articolo sempre di Müller sul poeta inglese George Byron), le altre dodici poesie furono pubblicate altrove; in particolare dieci testi apparvero sulla rivista Deutsche Blätter di Breslavia, nel numero di marzo 1823. Le ventiquattro poesie apparvero per la prima volta tutte insieme nel volume Settantasette poesie postume di un suonatore di corno itinerante nel 1824 che Müller dedicò a Carl Maria von Weber, il quale aveva fatto da padrino a suo figlio.
L'ordine delle poesie varia tra le diverse edizioni. Nel ciclo di Lieder (cui l'autore appose il numero di opus 89), Schubert conserva l'ordine dell'edizione 1823 per la prima parte, accodando le nuove liriche nell'ordine dell'edizione in volume, cambiando di posto il n. 22 Mut! con il n. 23 Die Nebensonnen. In questo modo l'ordine stabilito da Schubert vede terminare la prima parte (l'allontanamento dall'amata) con la sequenza drammatica Irrlicht, Rast, Frühlingstraum, Einsamkeit, e iniziare la seconda (i tormenti della speranza che si risveglia e la via della rassegnazione) con Die Post.

## Analisi
In Winterreise Schubert eleva l'importanza del pianoforte alla pari di quella della voce. In particolare, il ritmo dello strumento sottolinea costantemente il sentimento poetico, come le irrequiete figure sincopate di Rückblick, il drammatico tremolo in Einsamkeit, i grappoli brillanti di note in Irrlicht, o gli accenti acuti in Der Stürmische Morgen. Il pianoforte provvede vividi effetti all'immaginario del poeta sulla natura: le voci degli elementi, le creature viventi, l'urlo del vento, l'infuriare della tempesta, lo scorrere dell'acqua sotto il ghiaccio, il canto degli uccelli, il gracchiare dei corvi, i cani che abbaiano, il cigolio della banderuola arrugginita, il corno della posta, la melodia ripetitiva dell'organetto.
Il viaggio d'inverno del Wanderer è il notturno errare di un amante respinto che si trasforma in un itinerario metaforico, la ricerca di un senso per la vita. Il finale enigmatico, l'incontro con Der Leiermann (il suonatore di Ghironda) dell'ultimo lied è forse un appuntamento con il destino, o con il doppelgänger della tradizione popolare, il doppio spirituale. C'è chi vi ha visto una filiazione ideale dal viaggio infernale di Dante Alighieri, notando anche un'affinità delle liriche di Müller con le sue Rime petrose. Dal punto di vista musicale, i Lieder contengono citazioni di musica liturgica che ne accentuano il senso di ineluttabilità, di metafora del viaggio ultimo che a questo punto il compositore deve già ritenere imminente: il n. 23 Die Nebensonnen contiene alle battute 5-9 una citazione dal Sanctus della Deutsche Messe D. 872, mentre il n. 17 Im Dorfe cita il corale Wachet auf, ruft uns die Stimme.

## Discografia selezionata
Il Winterreise venne scritto in origine per tenore, e non per baritono secondo un'interpretazione recente, anche se poi è stato cantato anche da voci femminili come Brigitte Fassbaender, Christa Ludwig e Christine Schäfer.
| Voce         | Interprete               | Pianoforte                     | Anno                        | Etichetta                          |
| ------------ | ------------------------ | ------------------------------ | --------------------------- | ---------------------------------- |
| bass-bariton | Hans Hotter              | Michael Raucheisen             | 1942 (Riferimento assoluto) | Deutsche Grammophon / Music & Arts |
| tenore       | Peter Anders             | Michael Raucheisen             | 1945                        | Deutsche Grammophon / Myto         |
| tenore       | Peter Anders             | Günther Weissenborn            | 1948                        | Gebhardt                           |
| baritono     | Dietrich Fischer-Dieskau | Klaus Billing                  | 1948 (Riferimento)          | Archipel                           |
| bass-bariton | Hans Hotter              | Gerald Moore                   | 1955 (Riferimento)          | EMI                                |
| baritono     | Dietrich Fischer-Dieskau | Gerald Moore                   | 1955                        | EMI                                |
| baritono     | Dietrich Fischer-Dieskau | Gerald Moore                   | 1955                        | INA Mémoire Vive (live à Prades)   |
| baritono     | Hermann Prey             | Karl Engel                     | 1961                        | EMI                                |
| baritono     | Dietrich Fischer-Dieskau | Gerald Moore                   | 1962                        | EMI                                |
| tenore       | Peter Pears              | Benjamin Britten               | 1965                        | Decca                              |
| baritono     | Dietrich Fischer-Dieskau | Jörg Demus                     | 1965                        | Deutsche Grammophon                |
| baritono     | Hermann Prey             | Wolfgang Sawallisch            | 1971                        | Philips                            |
| baritono     | Dietrich Fischer-Dieskau | Gerald Moore                   | 1971                        | Deutsche Grammophon                |
| baritono     | Gérard Souzay            | Dalton Baldwin                 | 1976                        | Testament                          |
| baritono     | Dietrich Fischer-Dieskau | Maurizio Pollini               | 1978                        | Orfeo                              |
| baritono     | Dietrich Fischer-Dieskau | Daniel Barenboim               | 1979                        | Deutsche Grammophon                |
| basso        | Kurt Moll                | Cord Garben                    | 1983                        | Orfeo                              |
| tenore       | Peter Schreier           | Sviatoslav Richter             | 1985                        | Philips                            |
| baritono     | Dietrich Fischer-Dieskau | Alfred Brendel                 | 1985                        | Philips                            |
| tenore       | Ernst Haefliger          | Jörg Ewald Dähler (pianoforte) | 1985                        | Claves                             |
| mezzosoprano | Christa Ludwig           | James Levine                   | 1988                        | Deutsche Grammophon                |
| baritono     | Jorma Hynninen           | Ralf Gothoni                   | 1989                        | Ondine                             |
| baritono     | Dietrich Fischer-Dieskau | Murray Perahia                 | 1990                        | Sony                               |
| baritono     | Thomas Allen             | Roger Vignoles                 | 1990                        | Virgin Classics                    |
| mezzosoprano | Brigitte Fassbaender     | Aribert Reimann                | 1990                        | EMI                                |
| baritono     | José van Dam             | Dalton Baldwin                 | 1994                        | Forlane                            |
| baritono     | Wolfgang Holzmair        | Imogen Cooper                  | 1996                        | Philips                            |
| baritono     | Matthias Goerne          | Graham Johnson                 | 1996                        | Hyperion                           |
| baritono     | Thomas Hampson           | Wolfgang Sawallisch            | 1997                        | EMI                                |
| tenore       | Christoph Prégardien     | Andreas Staier (pianoforte)    | 1997                        | Teldec                             |
| bass-bariton | Thomas Quasthoff         | Charles Spencer                | 1998                        | RCA                                |
| baritono     | Christian Gerhaher       | Gerold Huber                   | 2001                        | RCA                                |
| baritono     | Roman Trekel             | Ulrich Eisenlohr               | 2004                        | Naxos                              |
| baritono     | Matthias Goerne          | Alfred Brendel                 | 2004                        | Decca                              |
| contralto    | Nathalie Stutzmann       | Inger Södergren                | 2004                        | Calliope                           |
| tenore       | Ian Bostridge            | Leif Ove Andsnes               | 2004                        | EMI                                |
| soprano      | Christine Schäfer        | Eric Schneider                 | 2006                        | Onyx                               |
| tenore       | Mark Padmore             | Paul Lewis                     | 2009                        | Harmunia Mundi                     |
| tenore       | Jonas Kaufmann           | Helmut Deutsch                 | 2014                        | Sony                               |

- Versione per tenore e orchestra composta da Hans Zender nel 1993 :
  - Hans Peter Blochwitz e l'Ensemble Modern diretto da Hans Zender (1995, RCA).
  - Christoph Prégardien e il Klangforum Wien diretto da Sylvain Cambreling (1999, Kairos).

## Filmografia
- Just visiting this Planet – Die Winterreise, film tedesco di Peter Sempel del 1991.
- Franz Schubert – Winterreise, film di David Alden del 1997 con Ian Bostridge e Julius Drake.
- Mon voyage d'hiver, film franco-belga di Vincent Dieutre del 2003.
- Winterreise, film tedesco di Hans Steinbichler del 2006.
- Winterreise, registrazione di un concerto di Thomas Quasthoff e Daniel Barenboim dell'intero ciclo integrale dei Lieder. (DVD, Deutsche Grammophone, 2005)